# Я
Я, я (ia) é uma letra do alfabeto cirílico, e é a trigésima terceira e última letra dos alfabetos russo e ucraniano.
O seu som é a da vogal palatizada /ja/ (ia).
Nas línguas russa e ucraniana, sozinha, equivale ao pronome pessoal "eu".
Exemplo: Я говорю «Eu falo» (em russo).